# クロルメザノン
クロルメザノン(Chlormezanone)は、抗不安薬や筋弛緩剤として用いられる医薬品である。
稀だが深刻な中毒性表皮壊死症の危険性により、1996年以降、多くの国で利用が中止された。

## 合成

クロルメザノンの合成

- Sterling Drug Inc., US 3082209 (1958).
- Surrey, A. R.; Webb, W. G.; Gesler, R. M. (1958). “Central Nervous System Depressants. The Preparation of Some 2-Aryl-4-metathiazanones”. Journal of the American Chemical Society 80 (13):  3469. doi:10.1021/ja01546a065.